# پر جوهانسون (شناگر)
پر جوهانسون (به انگلیسی: Per Johansson) (زادهٔ ۲۵ ژانویهٔ ۱۹۶۳) شناگر اهل سوئد است.